# Cleveland Stokers 1967
Questa pagina raccoglie i dati riguardanti i Cleveland Stokers nelle competizioni ufficiali della stagione 1967.

## Stagione
Nell'estate 1967 il club inglese dello Stoke City disputò il campionato statunitense organizzato dalla United Soccer Association: accadde infatti che tale campionato fu disputato da formazioni europee e sudamericane per conto delle franchigie ufficialmente iscritte al campionato, che per ragioni di tempo non avevano potuto allestire le proprie squadre. Lo Stoke City rappresentò i Cleveland Stokers, e chiuse al secondo posto nella Eastern Division, con 5 vittorie, 4 pareggi e 3 sconfitte, non qualificandosi per la finale (vinta dai Los Angeles Wolves, rappresentati dai Wolverhampton Wanderers).

## Organigramma societario
Area direttiva
Area tecnica
- Allenatore: Tony Waddington

## Rosa
| N. |                        | Ruolo | Calciatore    |
| -- | ---------------------- | ----- | ------------- |
| 1  | Inghilterra (bandiera) | P     | Gordon Banks  |
| 2  | Inghilterra (bandiera) | P     | John Farmer   |
| 3  | Inghilterra (bandiera) | C     | Eric Skeels   |
| 4  | Inghilterra (bandiera) | D     | Bill Bentley  |
| 5  | Inghilterra (bandiera) | C     | Alan Bloor    |
| 6  | Inghilterra (bandiera) | C     | John Moore    |
| 7  | Inghilterra (bandiera) | D     | Tony Allen    |
| 8  | Inghilterra (bandiera) | A     | Harry Burrows |
| 9  | Inghilterra (bandiera) | A     | Peter Dobing  |
| 10 | Galles (bandiera)      | A     | John Mahoney  |

| N. |                        | Ruolo | Calciatore      |
| -- | ---------------------- | ----- | --------------- |
| 11 | Galles (bandiera)      | A     | Roy Vernon      |
| 12 | Inghilterra (bandiera) | A     | George Eastham  |
| 13 | Inghilterra (bandiera) | D     | Jackie Marsh    |
| 14 | Inghilterra (bandiera) | C     | Mike Bernard    |
| 15 | Irlanda (bandiera)     | D     | Terry Conroy    |
| 16 | Inghilterra (bandiera) | P     | Paul Shardlow   |
| 17 | Inghilterra (bandiera) | A     | Maurice Setters |
|    | Jugoslavia (bandiera)  | C     | Sergije Krešić  |
|    | Ungheria (bandiera)    | D     | János Kuszmann  |
|    | Paesi Bassi (bandiera) | C     | Hank Liotart    |